# Gerichtsplatz (Bozen)
Der Gerichtsplatz (italienisch Piazza del Tribunale) ist ein Platz in der Südtiroler Landeshauptstadt Bozen. Er wurde zur Zeit des Faschismus im Ortsteil Gries-Quirein erbaut und trug ursprünglich den Namen Piazza Arnaldo Mussolini, benannt nach Arnaldo Mussolini (1885–1931), dem Bruder des Diktators Benito Mussolini.
Nördlich des Platzes befindet sich der Justizpalast, welcher das Landesgericht Bozen beherbergt. Gegenüber im Süden liegt die 1939/42 errichtete Casa Littoria mit ihrem überdimensionalen, den Faschismus verherrlichenden Relief des Bildhauers Hans Piffrader; dabei handelt es sich um das ehemalige Parteigebäude der Nationalen Faschistischen Partei. Die beiden Gebäude und der Platz bilden zusammen ein monumentales Ensemble, das vom rationalistischen Baustil der faschistischen Ära deutlich geprägt ist.
Auf dem gepflasterten Platz befindet sich der Najadenbrunnen. Er stammt von dem Trentiner Bildhauer Eraldo Fozzer (1908–1995) und wurde im Jahre 1958 auf dem Gerichtsplatz aufgestellt. 2003 erfolgte zusammen mit dem Neubau einer Tiefgarage unter dem Platz und der Platzneugestaltung die Sanierung des Najadenbrunnens.
Zur Gesamtkonzeption des Platzes gehört mittelbar auch die östlich seitlich der Italienallee etwas abgesetzte Christkönigskirche, die ebenfalls ab 1938 errichtet wurde und zusammen mit der Casa Littoria und dem Gerichtsgebäude ein ideologisch aufgeladenes Entrée des vom Faschismus geplanten „Groß-Bozens“ darstellte.